# 4 sange om kvinder
4 sange om kvinder är en EP från 1973 av den danska sångerskan Trille som utgavs av skivbolaget Metronome (MEP 1821). Skivan innehåller danska tolkningar av Karen Smith av material från det svenska musikalbumet Sånger om kvinnor (MNW 23P, 1971). 

## Låtlista

### Sida A
1. Studine i Holstebro (Innerst inne är du en riktig kvinna, Louise) 3:40
2. Sygeplejerske vil jeg gerne være (Ska bli sjuksyster jag, tralala) 3:25

### Sida B
1. Anne Marie Andersen (Eva Maria Andersson) 3:12
2. Tornerose (Törnrosa) 3:45

## Medverkande musiker
- Hugo Rasmussen: bas
- Carsten Smedegaard: trummor, congas
- Ole Fick: gitarr, piano
- Kim Menzer: violin, flöjt, sopransaxofon, maracas
- Trille: sång, gitarr